# Technique d'intervention opérationnelle rapprochée
 (juillet 2013).
Les techniques d'interventions opérationnelles rapprochées (TIOR) sont des techniques de combat rapproché utilisées par les militaires de l'armée française. Le TIOR a récemment été complété par le C4, nettement plus agressif et offensif pour les forces spéciales et l'infanterie.

## Historique
Le TIOR (Techniques d’Intervention Opérationnelle Rapprochée) a été mis en place dans les années 2000. Il succède au CAC qui était le close-combat enseigné par les Britanniques aux Français pendant la Seconde Guerre mondiale. Ces techniques d'intervention opérationnelle rapprochée ont été développées par le Centre national d'entraînement commando, l'EIS et l'École de l'infanterie. Elles sont un mélange de boxe et de krav maga.

## Fonctionnement et techniques
Le TIOR (Techniques d’Intervention Opérationnelle Rapprochée) fonctionne dans une zone de 0 à 15 mètres. Le TIOR comprend des techniques à mains nues, avec des armes non-létales et des armes létales. L'intensité de ces techniques sera proportionnelle à l'agressivité de l'adversaire. Différentes techniques y sont enseignées :
- L'injonction verbale, c'est certainement la plus sûre et la meilleure défense. Le principe est d'établir un dialogue avec l'opposant soit pour mettre fin à l'agression, soit pour passer à un niveau d'action supérieur.
- L'escorte, qui consiste à évacuer une personne en danger.
- L'action dissuasive, en repoussant l'adversaire proche mais non agressif.
- La manipulation douloureuse est pratiquée si la technique de l'escorte ne marche pas, si elle devient trop risquée ou si le recours à une technique plus contraignante n'est pas justifié.
- Les moyens corporels incluant les frappes défensives avec une partie du corps.
- Les moyens intermédiaires (bâton télescopique, diffuseur lacrymogène) peuvent être utilisés si les moyens corporels échouent ou sont trop dangereux pour des raisons de distance, selon l'armement ou l'état de l'adversaire. C'est un stade intermédiaire entre le recours aux coups à mains nues et l'utilisation d'arme à feu.

## Le «C4»
Le C4 pour « Combat Corps à Corps adapté au Combat de haute intensité » est en quelque sorte un retour aux techniques de guerre (CAC, CQC) à la suite des expériences faites en Afghanistan. Sur la base des TIOR (Techniques d’Intervention Opérationnelle Rapprochée), c'est une variante plus violente où les soldats doivent se battre à mains nues, avec des armes de poing, des armes d'épaule, des chargeurs ou encore des couteaux. Les soldats s'entraînent en tenue de combat et non plus en treillis, c'est-à-dire avec gilet tactique et poches remplies. Ces techniques sont un mélange de boxe thaï, de krav maga, de ju-jitsu, et un retour vers le close combat destiné aux unités des forces spéciales françaises ainsi qu'à l'infanterie .
Intégré aux Techniques d’Interventions Opérationnelles Rapprochées, le Combat Corps à Corps adapté au Combat de haute intensité (C4) est centré sur l’apprentissage et la gestion de situations opérationnelles suivant les règles d’engagement du théâtre et la mise en pratique du tir de combat.
L’esprit du C4 est résolument orienté vers un combat offensif adapté aux réalités du terrain. En effet, dans le cadre de ses missions dans la tranche des 0 à 3 mètres, le combattant peut être amené à prendre l’ascendant puis à neutraliser un ou plusieurs opposants à mains nues, à l’aide d’armes par destination, d’armes blanches ou en utilisant son armement.
La réponse C4 consiste à « bloquer, bouger, frapper » pour neutraliser l’ennemi avant d’effectuer un tour d’horizon (analyse et latéralité en ISTC) afin de sortir de l’effet tunnel, de récupérer sa vision périphérique et de reprendre contact avec ses équipiers.
Sur des terrains variés (dévers, sols glissants ou enneigés, cailloux, dans l’obscurité, dans l’eau…) avec des transitions mains nues/armes à feu, la spécificité du C4 réside dans la pratique avec les équipements nécessaires à la réalisation de la mission : gilet de combat, gilet balistique, armes de dotation (voire en double dotation), ou sac de patrouille à 15 kg ou 25 kg. 
Le C4 s’inscrit dans le domaine d’expertise des techniques nouvelles du combat AZUR (Action en Zone Urbaine) et participe à l’évolution de la doctrine face à l’évolution des menaces. 

## Descriptif
Il y a plusieurs niveaux d'organisation :
- formation technique élémentaire ;
- moniteur ;
- instructeur ;
- formateur (CNEC « C4 » / EIS « TIOR »).

Le TIOR a été gradué en trois degrés :
- une formation initiale pour tous les militaires ;
- une formation de perfectionnement pour des unités employées en Vigipirate ;
- une formation spéciale destinée aux commandos.

Les TIOR vont disparaître de l’armée de terre  en  2026 au profit du C4 

## Sources
- http://close-combat.jimdo.com/tior/
- https://www.defense.gouv.fr/terre/actu-terre/le-tior-plus-qu-un-sport-de-combat
- http://www.sports.defense.gouv.fr/spip.php?article147
- Démonstration de sports de combat pour le 13e RDP (Assaut)